# 黒木沙織
黒木 沙織（くろき さおり、2月15日 - ）は、日本の女性声優。広島県出身。三木プロダクション所属。

## 経歴
日本ナレーション演技研究所卒業。

## 人物
趣味はゲーム、うたた寝、家事全般、カラオケ。特技はインターネット。資格は英語検定3級。

## 出演

### テレビアニメ
- ルパン三世 PART5（2018年、ムームー、キャスター、アナウンサー、女子アナ）
- Helck（2023年、女主人、民、民の女性）
- 多数欠（2024年、須藤の母）

### ゲーム
- ぎゃる☆がん（2011年）
- 口先番長（2013年）
- 妖怪百姫たん!（2014年）
- 感染×少女（2016年）
- Robocraft（2017年）
- 東京2020オリンピック The Official Video Game（2019年）

#### 映画
- ゾンビ・ハンター
- 逃亡地帯
- 星の王子 ニューヨークへ行く2
- マップ・トゥ・ザ・スターズ（クラリス・タガート〈サラ・ガドン〉）

#### ドラマ
- iゾンビ
- ザ・オーダー 暗黒の世界
- ジ・アメリカンズ
- ジャーナリスト事件簿〜匿名の影〜
- それいけ! ゴールドバーグ家
- デアデビル
- デビアスなメイドたち
- 火の女神ジョンイ
- フィアー・ザ・ウォーキング・デッド（アリシア・クラーク 〈アリシア・デブナム＝ケアリー〉）
- ブルックリン・ナイン-ナイン
- マイ・ブロック
- Major Crimes 〜重大犯罪課
- 私はラブ・リーガル

#### テレビ番組
- Big ドリームSmallハウス

#### アニメ
- バービー ドリームハウスアドベンチャー
- ボージャック・ホースマン
- ロボヅナ

### ラジオ
- インターネットラジオ響「ブリフラジオ!」

### MC
- DIY ホームセンターショウ